# ウェイクフォレスト (ノースカロライナ州)
ウェイクフォレスト（英: Wake Forest）は、アメリカ合衆国ノースカロライナ州のウェイク郡とフランクリン郡に跨る町である。ウェイク郡の方に大半が入っている。州都ローリーの北に位置している。人口は4万7601人（2020年）。
2007年、雑誌「フォーブス」によりアメリカ国内における成長速度の高い郊外地第20位に挙げられた。これは2000年から2006年の間の人口増加率73.2%を評価したものだった。ウェイクフォレストはウェイクフォレスト大学の創立地であり（1834年創立）、大学が1956年にウィンストン・セーラムに移転するまでの122年間当地にあった。
アメリカ合衆国行政管理予算局は、ウェイクフォレストをローリー・ダーラム・チャペルヒル広域都市圏（リサーチ・トライアングル）の一部としている。行政管理予算局は2003年6月6日に連邦統計地域を見直し、長年ローリー・ダーラム・チャペルヒル広域都市圏とされていたものを、2つの大都市圏に分割したが、現在でも1つの広域都市圏としても扱う。

## 歴史
1820年、元々ニューイングランド出身の医師、カルビン・ジョーンズが購入したウェイク郡の森林地615エーカー (2.49 km2) がはじまりである。この人口の希薄な地域がやがてフォレスト・オブ・ウェイクあるいはウェイクフォレストとして知られるようになった。ジョーンズはその農園をノースカロライナ・バプテスト連盟に2,000ドルで売却し、バプテスト連盟はその場所にウェイクフォレスト手作業学校、後のウェイクフォレスト・カレッジを開校した。ローリー・アンド・ガストン鉄道が1840年に開通し、フォレストビルの近くに駅を設けたので、学校と周辺の村への刺激になった。カレッジの指導者が鉄道を説得し、1874年にカレッジの近くに駅を移させ、さらに経済開発が進んだ。この町は1880年に「ウェイクフォレスト・カレッジ町」として法人化された。1909年、「カレッジ」が落とされ「ウェイクフォレスト町」となった。1956年、カレッジは、大きな都市であるウィンストン・セーラムに移転した。そのキャンパスでは、1950年からサウスイースタン・バプテスト神学校が授業を始めており、大学が移転を完了したときにキャンパス全体を使うことになった。

## 町政府
ウェイクフォレスト町は町政委員会・町マネジャー方式の政府を採用している。市民は町を統治する政体に1人の町長と町政委員を選出する。町マネジャーは町政委員会が指名し、町政の全てを管理する行政官の長を務める。2015年時点の町長はビビアン・A・ジョーンズであり、現任期は2017年までである。町政委員は5人であり、2年毎に2人または3人が改選される。
2010年9月、新しい町役場は中心街に開設された。この建物は2011年11月にエネルギー・環境デザイン指導力のプラチナ認定を得た。町の行政機関がこの建物に入っているが、近くに独自の建物がある警察署と公共事業部は例外である。

## 地理
ウェイクフォレスト町は北緯35度58分24秒 西経78度31分8秒 / 北緯35.97333度 西経78.51889度 (35.973289, -78.518789)に位置している。
アメリカ合衆国国勢調査局に拠れば、町域全面積は15.2平方マイル (39.4km2)であり、このうち陸地15.1平方マイル (39.1 km2)、水域は0.1平方マイル (0.3km2)で水域率は0.80%である。
ウェイクフォレスト町はノースカロライナ州の中央部北東寄りにあり、ピードモント台地と大西洋海岸平原が出会う位置にある。この場所は内陸側が高くなり、クリークや川に滝が現れ始め、その点が線上に繋がることで「滝線」と呼ばれている。ピードモント台地の中心にあるフキーバリナは大西洋岸にあるアトランティックビーチ町から西に車で約3時間、グレートスモーキー山脈からは東に車で約4時間の位置にある。

### 気候
ウェイクフォレスト町は温暖な亜熱帯気候にあり、春、秋、冬は気温が温和である。夏は通常厚く、湿度が高い。冬の日中の最高気温は50°F 台前半 (10 to 13 °C)、最低気温は30台°F の前半から半ば (-2 to 2 °C) にある。ただし時として60 °F (15 °C) 以上になることもよくある。春と秋の日中は通常70°F台の前半から半ば (20°C台前半)、夜の最低気温は50°F台前半 (10 to 14 °C) になる。夏の日中は80°F台後半から90°F台前半 (29 to 35 °C)に達することも多い。雨が多いのは7月と8月である。

## 人口動態
以下は2000年国勢調査による人口統計データである。
| 基礎データ - 人口: 12,588 人 - 世帯数: 4,617 世帯 - 家族数: 3,407 家族 - 人口密度: 623.1人/km2（1,614.4 人/mi2） - 住居数: 5,091 軒 - 住居密度: 252.0軒/km2（652.9 軒/mi2） 人種別人口構成 - 白人: 79.63% - アフリカン・アメリカン: 15.78% - ネイティブ・アメリカン: 0.21% - アジア人: 2.03% - 太平洋諸島系: 0.01% - その他の人種: 0.78% - 混血: 1.56% - ヒスパニック・ラテン系: 2.08% 年齢別人口構成 - 18歳未満: 29.7% - 18-24歳: 7.4% - 25-44歳: 39.3% - 45-64歳: 15.8% - 65歳以上: 7.9% - 年齢の中央値: 32歳 - 性比（女性100人あたり男性の人口） - 総人口: 91.8 - 18歳以上: 89.0 | 世帯と家族（対世帯数） - 18歳未満の子供がいる: 41.7% - 結婚・同居している夫婦: 60.3% - 未婚・離婚・死別女性が世帯主: 10.7% - 非家族世帯: 26.2% - 単身世帯: 20.6% - 65歳以上の老人1人暮らし: 6.0% - 平均構成人数 - 世帯: 2.66人 - 家族: 3.11人 収入と家計 - 収入の中央値 - 世帯: 52,307米ドル - 家族: 60,408米ドル - 性別 - 男性: 45,630米ドル - 女性: 30,205米ドル - 人口1人あたり収入: 22,746米ドル - 貧困線以下 - 対人口: 8.8% - 対家族数: 6.3% - 18歳未満: 10.7% - 65歳以上: 15.7% |

## 教育

### 初等中等教育
ウェイクフォレスト町はウェイク郡公共教育体系が管理する公立学校として下記の8校がある。
- ヘリテージ小学校
- ジョーンズ・デイリー小学校
- ウェイクフォレスト小学校
- リチャード・クリーク小学校 （2012年8月開校）
- ヘリテージ中学校
- ウェイクフォレスト中学校
- ヘリテージ高校 （2010年8月開校）
- ウェイクフォレスト高校

フランクリン・アカデミーが公立チャータースクールであり、幼稚園から12年生を教えている。幼稚園から8年生を教えるエンデバー・チャータースクールは2014年秋にウェイクフォレストに移転してきた。
ウェイクフォレストにある私立学校としては、セイルズ・アカデミー、オールセインツ・アカデミー、セントキャサリン・オブ・シエナ・カトリック学校があり、すべて幼稚園から8年生を教えている。モンテッソリ学校は、ウェイクフォレスト・モンテッソリ学校とモンテッソリ・ウェイクフォレスト子供の家の2校がある。

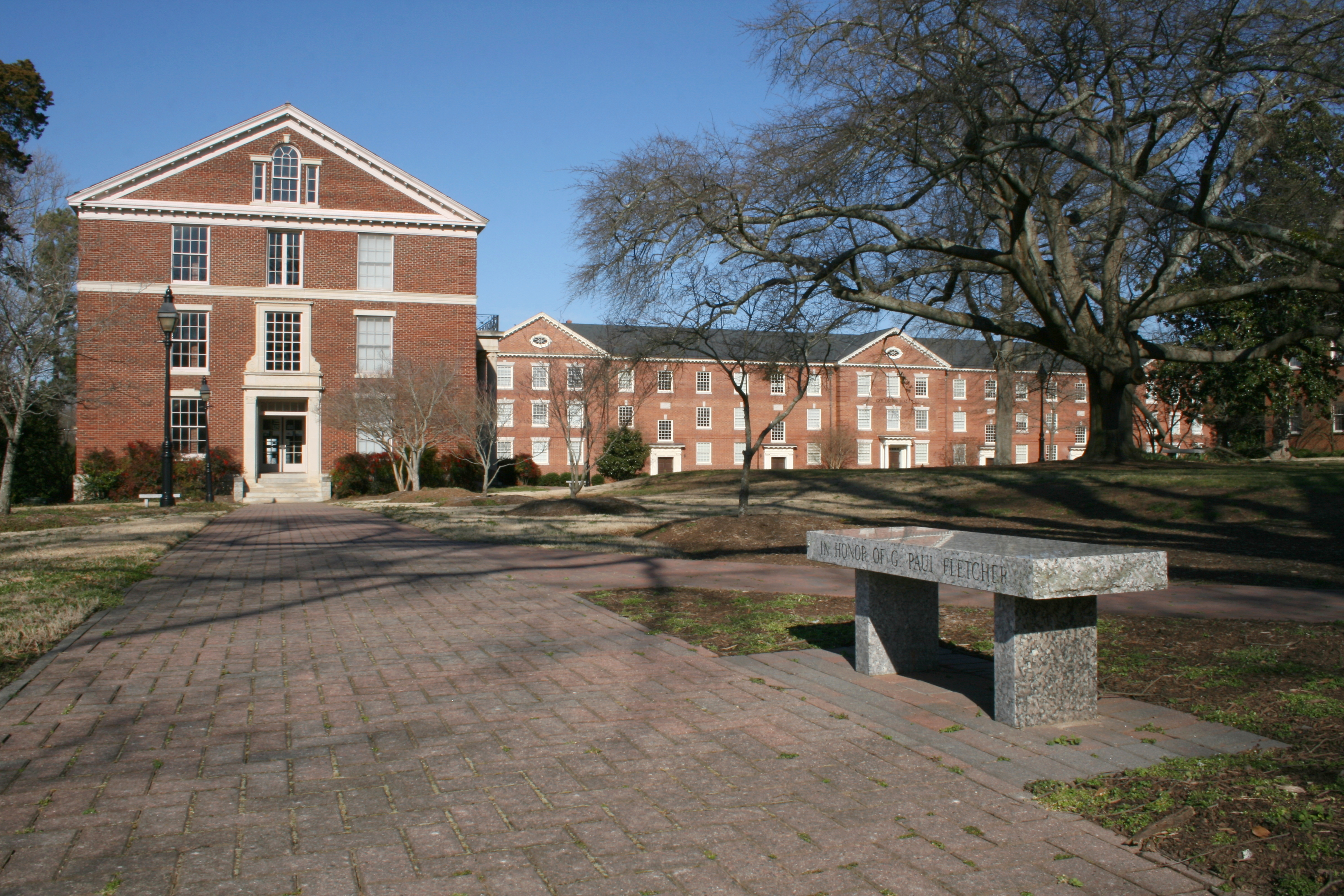
サウスイースタン・バプテスト神学校

### 高等教育機関
地域2年制カレッジであるウェイク工業コミュニティカレッジは、ローリー市のルイスバーグ道路に北キャンパスがある。サウスイースタン・バプテスト神学校は南部バプテスト連盟の神学校である。ウェイクフォレスト大学があった場所で、1950年に授業を始めた。

## 文化

### 歴史的な場所
デュボイス・センターがアメリカ合衆国国家歴史登録財に指定されている。W・E・B・デュボイス学校は1926年にウェイクフォレストのアフリカ系アメリカ人社会のために開校された。これは人種差別が停止された1971年より前のことだった。学校が大きくなって施設で収容できなくなった後で新しい場所に移転し、その校舎は10年間使われていなかったが、デュボイス同窓会が買収し、コミュニティセンターに転換した。
ウェイクフォレストの中あるいは近くで国家歴史登録財に指定されているものとして、ベイリー・エステス邸、ウェイクフォレスト中心街歴史地区、グレン・ロイヤル・ミル・ビレッジ歴史地区、レイ実験室、オークフォレスト（ハウス）、パウェル邸、ピュアフォイ・チャッペル邸と付帯施設、ピュアフォイ・ダン・プランテーション、ロッククリフ農園、ロイヤル・コットン・ミル売店、サウスブリック邸、トンプソン邸、ウェイクフォレスト歴史地区、ウェイクフィールド酪農場複合施設、ウェイクフィールズ（プランテーションハウス）がある。
ウェイクフォレスト歴史博物館、別名カルビン・ジョーンス歴史邸宅は1820年に建設され、ウェイクフォレスト大学初代学長の住居として使われていた。また学校で行う活動の中心だった。この博物館はウェイクフォレスト町やウェイクフォレスト大学の歴史を展示している。取集品には写真、書籍、大学の出版物、家具、文書、教授の著作物、医学、法律、スポーツの記念品がある。

### 図書館
ウェイク郡公共図書館体系がウェイクフォレスト大学にある支所を運営している。

## 公園とレクリエーション
ウェイクフォレストにはフォールズ湖州立レクリエーション地域がある。湖面積12,000エーカーの (49 km2) のフォールズ湖と26,000エーカー (110 km2) の森が入っている。
ウェイクフォレスト町内には10の公園とコミュニティセンターがある。以下の公園である。
- プラマー公園
- ジョイナー公園
- タイラーラン公園
- ホールディングス公園とウェイクフォレスト・コミュニティハウス
- J・B・フラハーティ公園
- テイラー通り公園とアルトン・マッセンバーグ・センター
- エイリー・ヤング公園
- H・L・ミラー公園
- キワニス公園
- スミス・クリーク・サッカーセンター

## 交通

### 旅客輸送
- 航空: ローリー・ダーラム国際空港がウェイク郡北西部、ウェイクフォレストの南西20マイル (32 km) にある。
- 州間高速道路: 州間高速道路40号線と同85号線が町からアクセスできる。40号線は町の北、85号線は町の東を走っている。
- 町内を旅客列車は通っていない。アムトラックの旅客列車は近くのローリーで停車している。
- バス: トライアングル交通局がバス便を運行しており、地域内と、ローリー、ダーラム、チャペルヒルなどの都市を結んでいる。

### 道路
- ウェイクフォレストはアメリカ国道1号線の近くにある（ウェイク郡北部ではキャピタル大通りと呼ばれる）。アメリカ合衆国東海岸では主要な南北方向路である。
- その他地域を通る高規格道路としてはノースカロライナ州道96号線と同98号線がある。

## メディア

### 雑誌
- 「27587 MAGAZINE」 は、創造的なジャーナリスト集団が率いる高級季刊誌である。2014年に創刊されたこの雑誌は3万部近くが購読され、無料で住宅新開発地、事務所、興味を抱いた場所、スーパーマーケット、ローリー・ダーラム国際空港で配布され、ダイレクトメールで配達もされている。過去版はオンラインでも読むことができる[28]。ただし、オンラインになるまでに数週間の遅れがある。

### ラジオ
- ウェイクフォレストのラジオ局 WCPE-FM はクラシック音楽を流しており、インターネットやCバンドと Ku-バンドでも流されている。

### 新聞
- 独立系コミュニティ新聞の「ザ・ウェイク・ウィークリー」が毎週8,400部以上発行されている[29]

### オンライン新聞
- 「ウェイクフォレスト・ニューズ」[30]
- 「ウェイクフォレスト・トゥデイ」、町では最初の日刊ニューズ・ポータル[31]
- 「デスティネーション・ウェイクフォレスト」、家族向けポータル[32]